# Myndus caldwelli
Myndus caldwelli är en insektsart som beskrevs av Kramer 1979. Myndus caldwelli ingår i släktet Myndus och familjen kilstritar. Inga underarter finns listade i Catalogue of Life.